# La leggenda del rubino malese
La leggenda del rubino malese è un film del 1985 diretto da Antonio Margheriti. 
È una pellicola d'avventura di produzione italiana.

## Distribuzione
Il film era distribuito dalla Cannon Releasing Corp. Uscì in sala nel 1985.

### Date di uscita
All'estero
- USA - agosto 1985
- Francia - 16 novembre 1988

Titoli di uscita
- Caçadores de Tesouro - Brasile
- Captain Yankee -
- Jäger der goldenen Göttin - Germania Ovest
- Jungle Raiders - Internazionale
- Les Aventuriers de l'enfer  - Francia
- O thrylos tou kokkinou roubiniou - Grecia
- Rubiiniviidakko - Finlandia